# Народно-революционный трибунал (Камбоджа)
Наро́дно-революцио́нный трибуна́л (кхмер. តុលាការប្រជាជនបដិវត្តន៍) — специальный уголовный суд, созданный властями Народной Республики Кампучия (НРК) в августе 1979 года для расследования преступлений красных кхмеров, совершенных в годы их правления в Камбодже в 1975—1979 гг. Трибунал начал работу спустя семь месяцев после свержения режима красных кхмеров и включал в себя как камбоджийских, так и международных экспертов. Суд заслушал показания 39 свидетелей в течение пяти дней. В результате Пол Пот и Иенг Сари были признаны виновными в организации геноцида и заочно приговорены к смертной казни.

## Адвокаты
- Хоуп Стивенс

## Международная реакция
В то время многие западные страны во главе с США признали Народную Республику Кампучию  марионеткой Вьетнама, а трибунал - показательным процессом.

## После трибунала
Иенг Сари был помилован королем Нородомом Сиануком в 1996 году в обмен на его переход на сторону правительства. Пол Пот умер в 1998 году вскоре после того, как его заместитель Та Мок поместил его под домашний арест.